# HMS Bedouin
HMS Bedouin – brytyjski niszczyciel z okresu II wojny światowej, typu Tribal, w służbie Royal Navy od 1939. Nosił znaki taktyczne F67, G67. Podczas wojny służył w kampanii norweskiej, na Atlantyku, w Arktyce i na Morzu Śródziemnym, gdzie został zatopiony 15 czerwca 1942 przez włoskie okręty i lotnictwo podczas operacji Harpoon.
Podczas służby otrzymał wyróżnienia bitewne (battle honours): Narwik 1940, Norwegia 1940-41, Atlantyk 1940-41, Arktyka 1941-42, konwoje maltańskie 1942.

## Budowa
Okręt zamówiono 19 czerwca 1936 w ramach programu z 1935 roku i stępkę pod jego budowę położono 13 stycznia 1937 w stoczni William Denny and Brothers w Dumbarton w Szkocji. Kadłub wodowano 21 grudnia 1937, a okręt wszedł do służby w brytyjskiej marynarce Royal Navy 15 marca 1939 jako drugi okręt brytyjski noszący tę nazwę (pol. Beduin). Koszt budowy, bez uzbrojenia i wyposażenia łączności, wynosił 340.400 funtów szt..

## Służba w skrócie
„Bedouin” wszedł do służby w składzie 2. Flotylli Niszczycieli Tribal Floty Metropolii (Home Fleet), przemianowanej wkrótce na 6. Flotyllę. 1 czerwca uczestniczył w bezskutecznych poszukiwaniach zaginionego okrętu podwodnego HMS „Thetis”.

### Początek wojny i kampania norweska 1940
W pierwszym okresie II wojny światowej, „Bedouin” głównie patrolował na Morzu Północnym i Atlantyku oraz działał z siłami głównymi floty, bazując w Scapa Flow. Od stycznia do marca 1940 był remontowany.
„Bedouin” brał udział w kampanii norweskiej, poczynając od bezskutecznych poszukiwań 7 kwietnia 1940 niemieckich okrętów w składzie sił głównych Home Fleet adm. Forbesa. 8 kwietnia został wysłany z zespołem dla wsparcia niszczyciela HMS „Glowworm”, lecz ten w tym czasie już został zatopiony. 9 kwietnia rano okręty te zostały skierowane do patrolowania pod Vestfjordem (już po wysadzeniu w tym fiordzie desantu z niemieckich niszczycieli na Narwik). 10 kwietnia był nieskutecznie atakowany przez okręt podwodny U-25 (torpedy przedwcześnie wybuchły). 13 kwietnia z 8 innymi niszczycielami i pancernikiem HMS „Warspite” wziął udział w drugiej bitwie pod Narwikiem, zakończonej zatopieniem lub samozatopieniem 8 niemieckich niszczycieli. Brał podczas bitwy m.in. udział w zatopieniu niszczyciela „Erich Koellner”.
4 maja brał udział w ratowaniu rozbitków z polskiego niszczyciela ORP „Grom” zatopionego przez lotnictwo w Ofotfjordzie. Powrócił następnie na krótki remont do Wielkiej Brytanii. Zmieniono mu w tym okresie znak taktyczny z F67 na G67. W dniach 7-8 czerwca „Bedouin” jeszcze osłaniał konwoje ewakuacyjne z Norwegii.

### Morze Północne i Arktyka 1940–1942
Od 10 października do 17 listopada 1940 był remontowany w Southampton. Podczas remontu zastąpiono 2 działa 120 mm na rufowej pozycji X przez działa przeciwlotnicze 102 mm Mk XVI (podobnie, jak na innych okrętach tego typu). Powrócił następnie do służby w 6. Flotylli, w składzie Home Fleet w Scapa Flow, głównie patrolując na północno-zachodnich podejściach Wysp Brytyjskich i Morzu Północnym i osłaniając większe okręty.
W dniach 1–6 marca 1941 eskortował dwa transportowce wojska podczas rajdu komandosów na norweskie Lofoty (z niszczycielami HMS „Eskimo” i „Tartar”) – operacja Claymore. Zatopił tam norweski statek przybrzeżny „Mira”.
6-7 maja uczestniczył z innymi okrętami (krążowniki lekkie HMS „Edinburgh”, HMS „Birmingham”, HMS „Manchester”, niszczyciele HMS „Eskimo”, HMS „Somali”, HMAS „Nestor”) w operacji EB – przechwycenia niemieckiego statku rozpoznania pogodowego WBS-6 „München” w celu zdobycia tablic kodowych do maszyny szyfrującej Enigma.
W dniach 25-28 czerwca ponownie wziął udział w operacji przechwycenia niemieckiego statku rozpoznania pogodowego WBS-2 „Lauenburg” (z krążownikiem HMS „Nigeria” i niszczycielem „Tartar”). Od 19 lipca do końca sierpnia 1941 był w remoncie, podczas którego otrzymał radar Type 286M.
Między 14 a 20 listopada „Bedouin” brał udział wraz z krążownikiem HMS „Kenya” i niszczycielem HMS „Intrepid” w eskorcie konwoju arktycznego PQ-3 do ZSRR, po czym 25 listopada wraz z tymi okrętami i dwoma radzieckimi niszczycielami ostrzeliwał niemieckie pozycje artylerii pod Vardo. Od 28 listopada do 3 grudnia osłaniał konwój powrotny QP-3 do Islandii.
Od 22 do 30 grudnia 1941 w składzie zespołu Z kadm. L. Hamiltona wziął udział w drugim rajdzie komandosów na Lofoty (operacja Anklet), wraz z innymi okrętami brytyjskimi oraz polskimi.
Od 1 do 9 marca 1942 „Bedouin” brał udział w silnym zespole osłaniającym konwój arktyczny do ZSRR PQ-12 oraz powrotny QP-8 (m.in. z pancernikami HMS „King George V”, „Duke of York” i lotniskowcem HMS „Victorious”). 11 marca z innymi niszczycielami poszukiwał bezskutecznie „Tirpitza” pod Bodø. Od 10 kwietnia ponownie brał udział w zespole sił głównych osłaniających konwój PQ-14 i powrotny QP-10.

### Morze Śródziemne 1942
5 czerwca „Bedouin” został skierowany na Morze Śródziemne, w eskorcie konwoju WS19Z z Wielkiej Brytanii przez Gibraltar na Maltę (operacja Harpoon). Od 11 czerwca wchodził w skład zespołu X, bezpośrednio eskortującego konwój i toczącego walki z lotnictwem niemieckim i włoskim. 15 czerwca brał udział w bitwie pod Pantellerią z włoskimi krążownikami „Raimondo Montecuccoli” i „Eugenio di Savoia” oraz niszczycielami „Alfredo Oriani”, „Ascari”, „Ugolino Vivaldi”, „Lanzerotto Malocello” i „Premuda”. W starciu „Bedouin” został poważnie uszkodzony i unieruchomiony, trafiony ok. 12 pociskami krążowników i niszczycieli. Uszkodzeniu uległa maszynownia, część dziobowa i nadbudówka. Niszczyciel HMS „Partridge” podjął próbę holowania „Bedouina” za konwojem. Ponieważ próba przywrócenia napędu „Bedouina” nie powiodła się, zespół ten zawrócił jednak na zachód, w kierunku Gibraltaru. Gdy ponownie nadpłynęły włoskie krążowniki, niszczyciel „Partridge” porzucił hol i uszedł pod zasłoną dymną. „Bedouin”, ostrzelany przez krążowniki, został w tym czasie zaatakowany przez włoski samolot torpedowy Savoia-Marchetti SM.79. Zdołał go zestrzelić, lecz mimo to został trafiony w prawą burtę wystrzeloną torpedą. Po storpedowaniu, „Bedouin” zatonął w rejonie pozycji 36°12′N 111°37′E/36,200000 111,616667, na południowy zachód od Pantellerii. Większość załogi „Bedouina” (213) została uratowana i wzięta do niewoli przez włoskie okręty, zginęło 28 ludzi.

## Dane
Szczegółowy opis i dane techniczne w artykule niszczyciele typu Tribal (1936)

### Uzbrojenie
1939–1940:
- 8 dział kalibru 120 mm (4.7in) QF Mk XII na podwójnych podstawach CP Mk XIX, osłoniętych maskami (4xII)
  - długość lufy: L/45 (45 kalibrów), donośność maksymalna 15 520 m, kąt podniesienia +40°, masa pocisku 22,7 kg, zapas amunicji 300 pocisków na działo (w tym 50 oświetlających)
- 4 automatyczne działka przeciwlotnicze 40 mm Vickers Mk VIII pom-pom, poczwórnie sprzężone na podstawie Mk VII (1xIV)
  - długość lufy: L/39, donośność skuteczna w poziomie 3475 m, w pionie 1555 m, kąt podniesienia +80°, masa pocisku 0,907 kg,
- 8 wkm plot Vickers 12,7 mm, poczwórnie sprzężone (2xIV)
- 4 wyrzutnie torpedowe 533 mm QR Mk IX (1xIV) (4 torpedy Mk IX)
- 1 zrzutnia (na 3 bomby) i 2 miotacze bomb głębinowych (20 bomb głębinowych)

listopad 1940–1942
- 6 dział 120 mm (4.7in) QF Mk XII na podwójnych podstawach CP Mk XIX, osłoniętych maskami (3xII)
- 2 działa uniwersalne 102 mm Mk XVI na podwójnej podstawie Mk XIX, osłonięte maską (1xII)
  - długość lufy: L/45, donośność maksymalna 18 150 m, w pionie 11 890 m, kąt podniesienia +80°, masa pocisku 15,88 kg
- 4 automatyczne działka plot 40 mm Vickers Mk VIII pom-pom, poczwórnie sprzężone na podstawie Mk VII (1xIV)
- 2-6 automatycznych działek plot 20 mm Oerlikon, pojedynczych (dodawane na okrętach typu Tribal sukcesywnie od ok. połowy 1941)*
- 8 wkm plot 12,7 mm Vickers (2xIV) (do 1942, zastąpione przez działka 20 mm?)*
- 4 wyrzutnie torpedowe 533 mm QR Mk IX (1xIV) (4 torpedy Mk IX)
- 1 zrzutnia (na 3 bomby) i 2 miotacze bomb głębinowych (20-30 bomb głębinowych)

* – Brak szczegółowych danych w dostępnych publikacjach, ile "Bedouin" otrzymał działek 20 mm i czy dalsze działka zastąpiły wkm-y 12,7 mm przed zatopieniem okrętu.

### Wyposażenie
- hydrolokator aktywny
- system kierowania ogniem artylerii: główny dalmierz i punkt kierowania ogniem Mk I, 3,6-metrowy dalmierz i punkt kierowania ogniem przeciwlotniczym Mk II (na nadbudówce dziobowej)
- radar dozoru powietrznego Typ 286M (od lipca 1941)[3]